# MTV Movie Awards 2010
Die 19. MTV Movie Awards wurden am 6. Juni 2010 in Universal City, Kalifornien, verliehen. Gastgeber war diesmal der US-amerikanische Comedian Aziz Ansari. Gewinner des Abends war New Moon – Bis(s) zur Mittagsstunde mit vier Preisen, unter anderem auch in der Kategorie „Bester Film“.

## Auftritte
Folgende Künstler traten während der Veranstaltung auf:
- Ed Helms, Ken Jeong, Les Grossman und Jennifer Lopez  – Dance Medley
- Katy Perry und Snoop Dogg – „California Gurls“
- Christina Aguilera – Medley: „Bionic/Not Myself Tonight/Woohoo“

## Präsentatoren
- Adam Sandler, Kevin James, Chris Rock, David Spade und Rob Schneider
- Jonah Hill, Russell Brand und Diddy
- Steve Carell und Paul Rudd
- Bradley Cooper und Jessica Biel
- Jason Segel und Miranda Cosgrove
- Betty White, Bradley Cooper und Scarlett Johansson
- Michael Cera, Kieran Culkin, Anna Kendrick und Aubrey Plaza
- Samuel L. Jackson, Eva Mendes, Dwayne Johnson, Mark Wahlberg und Will Ferrell
- Jackie Chan, Jaden Smith und Shaun White
- Jessica Alba und Vanessa Hudgens
- Christopher Mintz-Plasse und Ed Helms
- Zac Efron
- Cameron Diaz und Tom Cruise

## Auszeichnungen

### Bester Film
New Moon – Bis(s) zur Mittagsstunde (The Twilight Saga: New Moon)
- Alice im Wunderland (Alice in Wonderland)
- Avatar – Aufbruch nach Pandora (Avatar)
- Hangover (The Hangover)
- Harry Potter und der Halbblutprinz (Harry Potter and the Half-Blood Prince)

### Bester Schauspieler
Robert Pattinson – New Moon – Bis(s) zur Mittagsstunde (The Twilight Saga: New Moon)
- Zac Efron – 17 Again – Back to High School (17 Again)
- Taylor Lautner – New Moon – Bis(s) zur Mittagsstunde (The Twilight Saga: New Moon)
- Daniel Radcliffe – Harry Potter und der Halbblutprinz (Harry Potter and the Half-Blood Prince)
- Channing Tatum – Das Leuchten der Stille (Dear John)

### Beste Schauspielerin
Kristen Stewart – New Moon – Bis(s) zur Mittagsstunde (The Twilight Saga: New Moon)
- Sandra Bullock – Blind Side – Die große Chance (The Blind Side)
- Zoë Saldaña – Avatar – Aufbruch nach Pandora (Avatar)
- Amanda Seyfried – Das Leuchten der Stille (Dear John)
- Emma Watson – Harry Potter und der Halbblutprinz (Harry Potter and the Half-Blood Prince)

### Bester Newcomer
Anna Kendrick – Up in the Air
- Quinton Aaron – Blind Side – Die große Chance (The Blind Side)
- Zach Galifianakis – Hangover (The Hangover)
- Logan Lerman – Percy Jackson – Diebe im Olymp (Percy Jackson & the Olympians: The Lightning Thief)
- Chris Pine – Star Trek
- Gabourey Sidibe – Precious – Das Leben ist kostbar (Precious)

### Bester Bösewicht
Tom Felton – Harry Potter und der Halbblutprinz (Harry Potter and the Half-Blood Prince)
- Helena Bonham Carter – Alice im Wunderland (Alice in Wonderland)
- Ken Jeong – Hangover (The Hangover)
- Stephen Lang – Avatar – Aufbruch nach Pandora (Avatar)
- Christoph Waltz – Inglourious Basterds

### Beste Comedy-Darstellung
Zach Galifianakis – Hangover (The Hangover)
- Sandra Bullock – Selbst ist die Braut (The Proposal)
- Bradley Cooper – Hangover (The Hangover)
- Ryan Reynolds – Selbst ist die Braut (The Proposal)
- Ben Stiller – Nachts im Museum 2 (Night at the Museum: Battle of the Smithsonian)

### Bester Filmkuss
Robert Pattinson & Kristen Stewart – New Moon – Bis(s) zur Mittagsstunde (The Twilight Saga: New Moon)
- Sandra Bullock & Ryan Reynolds – Selbst ist die Braut (The Proposal)
- Dakota Fanning & Kristen Stewart – The Runaways
- Taylor Lautner & Taylor Swift – Valentinstag (Valentine’s Day)
- Zoë Saldaña & Sam Worthington – Avatar – Aufbruch nach Pandora (Avatar)

### Beste Kampfszene
Beyoncé Knowles vs. Ali Larter – Obsessed
- Jake Abel vs. Logan Lerman – Percy Jackson – Diebe im Olymp (Percy Jackson & the Olympians: The Lightning Thief)
- Robert Downey Jr. vs. Mark Strong – Sherlock Holmes
- Stephen Lang vs. Sam Worthington – Avatar – Aufbruch nach Pandora (Avatar)
- Hugh Jackman und Liev Schreiber vs. Ryan Reynolds – X-Men Origins: Wolverine

### BesterWTFMoment
Ken Jeong – Hangover (The Hangover)
- Megan Fox – Jennifer’s Body – Jungs nach ihrem Geschmack (Jennifer’s Body)
- Isabel Lucas – Transformers – Die Rache (Transformers: Revenge of the Fallen)
- Bill Murray – Zombieland
- Betty White – Selbst ist die Braut (The Proposal)

### Beste Angsthase
Amanda Seyfried – Jennifer’s Body – Jungs nach ihrem Geschmack (Jennifer’s Body)
- Sharlto Copley – District 9
- Jesse Eisenberg –  Zombieland
- Katie Featherston – Paranormal Activity
- Alison Lohman – Drag Me to Hell

### Größter „Badass Star“
Rain – Ninja Assassin
- Angelina Jolie – Salt
- Chris Pine – Star Trek
- Channing Tatum – G.I. Joe – Geheimauftrag Cobra (G.I. Joe: The Rise of Cobra)
- Sam Worthington – Kampf der Titanen (Clash of the Titans)

### Globaler Superstar
Robert Pattinson
- Johnny Depp
- Taylor Lautner
- Daniel Radcliffe
- Kristen Stewart

### MTV Generation Award
- Sandra Bullock

## Exklusive Vorschautrailer
- Harry Potter und die Heiligtümer des Todes – Teil 1
- Eclipse – Bis(s) zum Abendrot
- Die Legende von Aang
- Scott Pilgrim gegen den Rest der Welt
- Jersey Shore (Staffel 2)